# Miquel Àngel Sánchez
Sánchez  Sevilla est un nom espagnol. Le premier nom de famille, en général paternel, est Sánchez ; le second, en général maternel, souvent omis, est Sevilla.
Miquel Àngel Sánchez Sevilla (en espagnol Miguel Angel Sánchez Sevilla), né le 15 août 1974 à Blanes, est un joueur de rink hockey espagnol.

## Parcours sportif
Il commence le rink hockey à l'âge de deux ans.

Il atteint la première division espagnol dès l'âge de 16 ans.

### Palmarès
Il  remporte la coupe d'Europe à deux reprises. En équipe nationale, il est champion d'Europe et vice-champion du monde.